# Candidatura Aragonesa d'Unitat Democràtica
La Candidatura Aragonesa d'Unitat Democràtica -CAUD- fou una coalició de diversos partits polítics d'esquerres a Aragó que van presentar conjuntament una candidatura a les eleccions generals espanyoles de 1977 al Senat per la circumscripció electoral de la província de Saragossa. Va rebre el suport de la majoria de sindicats. Els partits que van formar la coalició van ser la Federació Demòcrata Cristiana, el Moviment Comunista d'Aragó, l'Organització Revolucionària de Treballadors, el Partit Carlista d'Aragó, el Partit Comunista d'Espanya, el Partit Socialista d'Aragó, el Partit Socialista Obrer Espanyol, el Partido Socialista Popular i el Partit del Treball d'Aragó.

## Integrants de la candidatura
Els tres candidats per ordre alfabètic (amb l'edat i ofici que ocupaven l'any 1977) era: 
- Mateo-Antonio García Mateos (57 anys, advocat).
- Lorenzo Martín-Retortillo Baquer (41 anys, catedràtic de Dret Administratiu de la Universitat de Saragossa)
- Ramón Sainz de Varanda i Jiménez (52 anys, advocat i degà del Col·legi d'Advocats de Saragossa)

## Programa electoral
El seu programa electoral es resumia en exigir de la necessitat d'atorgar al poble espanyol d'una Constitució democràtica (en aquelles dates encara no se n'havia elaborat l'avantprojecte de Constitució espanyola de 1978), dotar a les regions d'autonomia, i la defensa dels drets humans, en representació del classe treballadora d'Aragó.

## Resultats electorals
Els tres candidats van resultar escollits com a senadors per la província de Saragossa, copant els tres primers escons dels quatre assignats a aquesta província. Els resultats foren:
| Candidat de la CAUD              | Vots    | Elegit | Posició  |
| -------------------------------- | ------- | ------ | -------- |
| Ramón Sainz de Varanda y Jiménez | 184.157 | SI     | 1r de 20 |
| Lorenzo Martín-Retortillo Baquer | 180.811 | SI     | 2n de 20 |
| Mateo-Antonio García Mateos      | 173.570 | SI     | 3r de 20 |

El quart senador per la província de Saragossa el va obtenir la Candidatura Aragonesa Independent de Centre. Posteriorment es van adscriure a diferents grups en el Senat, el candidat més votat es va integrar en el Grup Socialista, i els altres ho van fer en el Grup de Progressistes i Socialistes Independents.